# Къща
Къщата е вид сграда, жилище, дом, в който живеят постоянно или временно хора от едно или повече домакинства. Къщите имат сравнително ниска етажност, най-често срещаните са на един или два етажа. Многоетажните жилищни сгради се наричат жилищни блокове и се състоят от множество апартаменти, които са по-евтиният вариант на жилище.
Според свързаността на застрояването те най-често са обособени в еднофамилни (обитавани от едно домакинство или семейство), двуфамилни (обитавани от две домакинства; в много случаи това са симетрични къщи близнаци) или редови (дълги редици от къщи, отделени помежду си с калканни стени). Като правило, къщите имат вътрешен двор с градина или поне патио. В богатите квартали те могат да имат също така отделна по-малка постройка за гости, басейн, фонтан, тераса, веранда или тенис корт.
В повечето случаи хората напускат къщата сутрин, за да отидат на работа или училище и се връщат вечер, за да прекарат нощта в нея – вечеря и разговори около масата, гледане на телевизия и спане. Къщата също така предоставя защита срещу валежи, вятър, студ, горещина и други неблагоприятни метеорологични условия. В отделните страни стиловете на къщите и материалите от които са направени се различават съществено, но имат и общи характеристики като стени, покрив, прозорци и врати.

## История на къщата
Хората от праисторическата епоха живеят без подслон и използват природните дадености на местността и естествените прикрития. Най-древните домове са пещерите, за което свидетелстват и историческите рисунки по техните стени. Едно от най-старите жилища в света, пострено от хора, датира приблизително от 10 хилядолетие пр.н.е. като за строежа му са използвани кости на мамут. Находката е направена в СССР, село Межирич, недалече от Киев, днешна Украйна, където е забелязана от група селяни през 1965 година. Следващият етап са палатките тип типи, които са конусовидни, построени от пръти с нахвърлени кожи на животни върху тях.
Къщи в съвременния смисъл на думата започват да се строят през неолита и в зависимост от местоположението, те изглеждат различно и започват да се появяват в различен етап на развитието на човешкото общество. Така например, счита се, че в Египет първите неолитни жилища са от 10 хилядолетие преди новата ера, докато тези в Гърция са от около 6000 години преди новата ера. В северните райони, където зимата е студена, къщите представляват една голяма кръгла или квадратна стая, с място за огнище в средата. Покривът има дупка за излизане на дима. В повечето случаи домашните животни и хората спят заедно. В по-топлите райони къщите се строят или от камък, или от кирпич, а в някои случаи просто от пръти и листа. Едни от най-добре запазените неолитни жилища от новокаменната епоха се намират в музей в Стара Загора, където са изложени пещи за печене на хляб, ръчни мелници за стриване на зърно, керамични съдове и други.
Около 3000 г. пр.н.е. (особено силно изразено в района на Средиземноморието), някои хора стават по-богати от други и започват да строят значително по-големи къщи. Появяват се колоните пред къщите. Въпреки това, една голяма част в Америка, Азия и Европа продължават да живеят в примитивни дървени или каменни колиби до края на Средновековието. Около 1500 – 1000 г. пр.н.е. се появяват керемидените покриви.
От шестнадесети век започва широката и масова употреба на печените глинени тухли за изграждане на къщи в северната част на Европа. През осемнадесети век в много европейски и американски градове започват да се строят сгради в елегантен стил, който да подхожда на новата буржоазия. В началото на деветнадесети век градовете започват да се пълнят с работници, които мигрират от селата, за да търсят работа във фабриките. Те живеят в гета, където е претъпкано, условията на живот са нехигиенични, прмитивни, или най-общо казано мизерия.
Някои историци смятат, че „Червената къща“ на Уилям Морис с архитект Филип Уеб (1859) е първият дизайн на модерна къща. В края на деветнадесети век се появяват първите жилищни квартали, жилищни сгради в еклектични стилове, вили и домове с градини за буржоазията. По време на двадесети век броят на къщите намалява за сметка на увеличаване броя на апартаментите или къщите във височина. Еднофамилните жилища се запазват в по-богатите квартали, най-често в покрайнините на града. Появяват се вилите като втори, вакационен дом, използван през почивните дни.

## Строеж на къща

### План на къщата
Преди да се започне строежът на дадена къща, се извършва голяма предварителна подготовка, като се започне с избора на земя, на терена, изработване на архитектурен и интериорен дизайн, макет, взимане предвид на слънчевата светлина, нуждите на семейството, бюджета и някои други подобни важни фактори. Планът на къщата е поредица от рисунки и технически чертежи, които трябва да вземат предвид и най-малките подробности, за да улеснят работата на строителните инженери и работници.
Най-напред се започва с поглед отгоре, който включва достъпа до улицата, входът, оградата, местоположението, двора, евентуално пътека, която води до къщата, ориентацията на сградата и допълнителните съоръжения като гараж, басейн, навес или работилница. Това е най-общ изглед, който има за задача да синхронизира и естетически свърже външния изглед с вътрешността на къщата. Това включва и насажденията в двора, оформянето на пътеките и достъпа до отделните части.
На следващия етап се прави чертеж, отново като поглед отгоре, но този път само на къщата с разположението на отделните стаи, антрето, размерите на стените, вратите, прозорците, като се отбелязват и водопроводните тръби, канализацията и електрическата инсталация.
Завършва се с 3D чертеж, на който са описани всички подробности, може да съдържа височина и размер на тавана, покрива, описание на материалите, от които се изработват отделните части, мястото на етажерки, кухненски уреди, вградени етажерки и други. Повечето проектанти днес работят с Autocad, което позволява компютаризирано планиране и оглед от всички страни на къщата преди да започне строежа.

### Конструкция и строителни материали
Строежът на всяка къща след завършване на проектирането започва с изкопните работи и изливане на основите, които обикновено се правят от бетон и арматура или железобетон (наричан още стоманобетон). Най-важно е да се следи ъглите да са прави и отклоненията да са минимални. Якостта на бетона е от съществено значение и трябва да се осъществи при точно определено съотношение на вода, пясък, чакъл и цимент.
След изливане на основите, следва изграждането на стените. Стените обикновено са вертикални, от пода до тавана и разделят пространството на отделни стаи. Те биват външни и вътрешни. Трябва да са построени така, че да поддържат покрива. За тяхното издигане се използват богат набор от материали и средства. Някои от най-често използваните материали включват дърво, камък, готови бетонни конструкции или тухли – печени или кирпич, зидани на варов или глинен разтвор. Материалите се определят най-вече от местните ресурси. Някои специфични материали се използват само в определени области или от само от групи хора – например за такъв географски ограничен строителен материал са изрязаните блокове лед използвани от ескимосите в най-северните населени от човека територии за направа на иглу. Друг такъв пример са преносимите юрти, които са удобни при номадския начин на живот.
Последният елемент на конструкцията е покривът. Най-често срещаните покриви са плоските и тези с две наклонени равнини, наречени двускатни („две води“ във формата на буквата А). Основната функция на покрива е да не позволява проникването на дъжд, сняг и прах. Покривът най-долу завършва със стреха или корниз и улуци, чието предназначение е да отвеждат водата към водостоците надолу без да олива стените. На пловдивските тепета в чорбаджийските къщи дъждовната „мека“ вода се отвежда към засводена подземна щерна (сиреч цистерна) за къпане и пране. Предпочитаният материал за покрива са керемидите. Въпреки това обаче в различните райони на света материалите се различават съществено – бананови листа, палмови листа, слама, стъкло, пръчки, алуминиеви плочи, пластмаса, ламарина, куршум (олово в ислямската архитектура за джамия или хан), дори бетон. В някои климати, в които не вали, покривът е плосък изобщо без хидроизолация например в пустините, Кайро, Йеменските кирпичени многоетажни „небостъргачи“. Покривът на къщите в Бутан представлява просто навес върху тибетска къща с плосък покрив, отворен отвсякъде към ветровете. Там липсва и концепция за комин: пушеците се отвяват като се отворят капаците на прозорците без стъкла.

### Довършителни работи
Стените трябва да се шпакловат, да се сложи замазка, след което се боядисват или се слагат тапети. За вътрешната мазилка се ползва гасена вар.
Дограмите идват в няколко варианта – PVC, алуминиева, обикновена или трислойно лепена дървена. PVC дограмата има сравнително добри топлоизолационни качества и издръжливост. Дебелината на профила е 80 милиметра. Алуминиевата дограма е предпочитана поради устойчивостта си на земетресения и пожари. Има изолационните качества на PVC дограмата. Трислойно лепената дървена дограма е най-скъпата и с най-доброто качество. Тя е също така екологично чист, естествен материал с нисък коефициент на топлопроводимост. Изработва се от иглолистни дървета.
Една от най-важните довършителни работи е слагането на инсталации – електроинсталация и водопроводна и канализационна инсталация (ВиК). Канализационните и водопроводните тръби се залагат още в основата, обикновено вървят хоризонтално под пода и вертикално по стените. Кабелите за електричеството най-често се поставят в гофрирани тръби. След всичко това, трябва да се поставят кранове за водата и електрически контакти.
Последните довършителни работи са по поставянето на прозорци, врати и подова настилка. Има голямо разнообразие от материали за пода – паркет, балатум, плочки, мокет и други. Мокетът е предпочитан за спалните помещения, защото е мек и по него се ходи безшумно. Недостатъците му са, че събира прах и се мърси лесно, а се чисти трудно. Балатум или керамични плочки се поставят обикновено в кухненските помещения. Фаянсови плочки са за предпочитане в банята. Дюшемето и паркета са избор обикновено за хола.

### Обзавеждане
Обзавеждането представлява закупуването и поставянето на различни мебели и предмети, необходими за правилното функциониране, естетическо удоволствие и всекидневна необходимост на хората, които обитават къщата. На прозорците във всички стаи за предпочитане е да има пердета или щори. На стените се поставят картини, а на земята килим.
Обзавеждането на банята се състои в инсталиране на душ, вана, умивалник, тоалетна чиния и някои шкафове. В кухнята уредите от първа необходимост в съвременното домакинство са хладилник, пералня (ако няма отделно перално помещение), печка с фурна (газова или електрическа), миячка за съдове и умивалник. В спалнята основните мебели са легло и гардероб, като могат да се добавят и тоалетки, нощни шкафчета, столове и други. В хола най-често се поставят диван, фотьойли, ниска масичка и секция или библиотека. В трапезарията се слага маса за ядене и столове, за предпочитане тапицирани.

### Енергийно съобразено строителство на къщи
В миналото в къщите е използван открит огън, който служи едновременно за отопление, готвене и осветление. По-късно човекът започва да загражда огъня с камъни, изпечена глина и тухли и така се появяват първите печки и камини. Газовите и нафтовите печки влизат в масова употреба към края на 19 век.
В България почти до края на 20 век къщите се отопляват основно с дърва и въглища и по-рядко с електричество [източник? (Поискан днес)]. Поради остарели инсталации и недостиг на електроенергия през 1960-те и 1970-те години често се налага режим на тока [източник? (Поискан днес)], особено в пиковите часове в провинцията.
Поради изчерпването на много енергийни източници в глобален мащаб и търсене на технологии и методи за намаляване на употребата на електроенергия, през 21 век са създадени много закони, регулации и в същото време подобрения в производството нз много домакински електрически уреди, прибори и съоръжения. Това намалява консумацията на електроенергия и прави осветлението и отплението на къщите много по-ефективно и ефикасно. Най-разпространеният способ на икономия на електроенергия е оптимизирането на употребата ̀и за осветление. Препоръчва се употребата на енергоспестяващи осветителни тела. Жилището трябва да има добра топлоизолация и прозорците и вратите да са добре уплътнени. Днес се предлагат специални стъкла за прозорци, които имат за цел да спестят разходите за отопление. Постепенно се преминава и към внедряването на възобновяема енергия – слънчевата светлина, вятъра, дъжда, приливите, геотермалната енергия. Съществуват къщи, които могат да се захранват самостоятелно с енергия с помощта на специална архитектура и употребата на слънчеви панели. Други жилищни сгради поставят вятърна турбина на покрива.

### Противоземетръсно строителство
При противоземетръсно строителство трябва първо да се изследва сеизмичността на даден район. В силно застрашените от земетресение райони където сеизмичната неустойчивост е установена и нормативно регулирана, всяко строително инженерство трябва да спазва изискванията и законите. В България нормативният акт за противоземетръсно строителство и инженерство е въведен през 1957 г.
В Япония се предлага нов метод, при който мерките против земетресениене не се прилагат към цялата къща (поради оскъпяване), а само към една стая, която да служи за прикритие по време на земетресение.
Често в лабораторни условия се провеждат тестове със специални установки, които проверяват сеизмичната устойчивост на различни нововъведения в строителството. Анализът се основава на основните принципи на динамиката на съответното съоръжение.

## Българската къща
Имайки предвид, че по българските земи преминават различни народи и племена, строителството на къщи зависи изключително много от епохата и географския район. Най-древните праисторически жилища са открити при разкопки на селищни могили край село Караново и са от IV и III хилядолетие преди новата ера. Много от къщите представляват землянки, като само покривът остава над земята. Такива видове къщи се строят дори до късното средновековие.
Традиционните древнотракийски къщи са обикновено с основи от ломени камъни с разтвор на кал и върху тях дървен скелет с пълнеж от кирпич, дървена покривна конструкция с обшивка от камъш, измазана с глина, върху която се поставят плоски керемиди.

### Българската възрожденска къща
Възрожденското жилищно строителство отразява всеобщия подем на българското общество. То преминава през три етапа, подчинени на периодизацията на общото икономическо развитие: от края на XVIII до 30-те години на XIX век; от 30-те години на XIX до 60-те години на XIX век; от 60-те години на XIX век до Освобождението през 1878 година. През първия етап възрожденската къща се появява предимно в планински райони, в няколко процъфтяващи български селища (Трявна, Жеравна, Котел, Боженци, Копривщица, Сопот, Банско, Мелник). Вторият етап е по-кратък от първия, но в стилово отношение много по-разнообразен и разнороден. По това време важно културно и стопанско средище в българските земи става Пловдив. Конструктивното начало на ранната възрожденска къща се измества от декоративност и представителност – отражение на самочувствието на зараждащата се българска буржоазия.
Жилището се обогатява и с повече помещения – по-просторни и по-хигиенични. Пловдивската симетрична къща се среща в два основни варианта: с една надлъжна ос на симетрията (къща на хаджи Драган Калофереца в Пловдив, Десьовската къща и Лютовата къща в Копривщица) и с две взаимно перпендикулярни оси на симетрията (Каблешковата къща в Копривщица и Куюмджиоглувата къща в Пловдив).
През третия, най-кратък етап, възрожденската къща се развива в две посоки: в Пловдив и в селищата, изпитали неговото влияние, се усъвършенства пловдивския тип симетрична къща; в останалите населени места регионалните типове остават почти неизменени през последните два етапа. В средата на XIX век от Запад започва да прониква класицизмът и да се прилага пловдивският тип главно при външната декорация на сградите. Разпространението на стенописите в интериора се обяснява с любовта на българина към богатството на багри, проявило се още през средновековието.

### Съвременната българска къща
Традиционната българска селска къща е от камък на първия етаж и дървена конструкция (с чардак (кьошк)) на втория. Стремежът е да се реставрират старите къщи и да се запази духа на българската възрожденска къща. През 20 век къщите са предимно тухлени, като през 21 век навлизат и дървените по американски образец. Повече от половината от българското население не живее в къщи, а в по-евтината алтернатива – апартамент, намиращ се в жилищна кооперация или жилищен блок. По време на отечественофронтовската власт в България – от 1950-те до 1980-те се практикува панелното строителство с монолитни стени.
Къщите по принцип както повечето постройки са неподвижни и остават на мястото на което са построени, но съществуват разработки за движещи се, с други думи преносими къщи . Освен това съществуват така наречените „къщи на колела“ – различни превозни средства като фургони, пригодени за постоянно или временно живеене.

### Обичаи и поверия

#### Полагане на основния камък
Макар да не е ясно откога точно датира този обичай, се счита че е от сравнително ново време, когато започват да се леят основи на къщи.
Според него на лист пергаментова хартия се записва информацията за започването на строежа – датата, имената на майсторите-строители, проектантите и т.н., като накрая всички се подписват. Хартията се поставя в стъклена бутилка, пълна с олио или зехтин, запушва се с коркова тапа и се залива с разтопен восък. Тази бутилка заедно с няколко монети се слага в предварително издълбана дупка в крайъгълен камък, след което се зациментирва и зазижда в един от ъглите на къщата. В някои райони на България вместо в един, стъкленици се слагат в четирите ъгъла, а също така вместо хартия, в тях може да се постави светена вода.

#### Вграждане
За разлика от първия обичай, обичаят на вграждането на човек или неговата сянка е много стар. Той рядко се практикува за къщи, а по скоро за големи сгради, мостове или чешми, но не е изключено и при строежа на жилища. Този обичай се корени в поверието, че всяка сграда има нужда от дух покровител, дух пазител, който може да се създаде изкуствено чрез вграждането на жив човек в основите или по-късно само на неговата сянка. Според поверието, този мъж или тази жена на който/която е зазидана сянката, започва да линее, разболява се и за кратко време умира, след което се превръща в таласъм. На базата на този обичай се предават множество легенди, които намират място в българските народни песни.

## Части на къщата
Съществува огромно разнообразие на стилове, материали и помещения, но всички къщи имат няколко основни елемента – състоят се от стени и покрив, като големината и формата им могат да варират съществено, а вътрешността им се състои от стаи с различно предназначение.

### Двор и ограда
Макар дворът да не е част от самата къща, той е неразделна съставна част от собствеността и може би една от най-отличителните хакактеристики на къщата за разлика от жилищния блок, който има малък двор само в много редки случаи. Дворът е парче незастроена земя в непосредствена близост до къщата. Дворовете са разнообразни по форма, големина и предназначение. Най-често са заобиколени с ограда, която служи за преграда срещу животни или крадци.
В древността думата двор означава частен дом. Разграничението между постройката и незастроената земя става едва през 16 – 17 век, когато се появяват градските слепени къщи без или с много малки дворове. На някои езици думата за двор и градина е една и съща, което подсказва и основното предназначение на двора.

### Антре
Думата има френски произход и означава влизам. Това е първата стая, когато се влиза в къщата. Тя е малка и служи за временно съхраняване на обувки и връхни дрехи. Единствените предмети, които може да съдържа са етажерка за обувки и закачалка или малък гардероб за дрехи. В някои страни (например САЩ) в много случаи антрето отсъства.

### Хол
Хол (нарича се още всекидневна, гостна или дневна стая) е обикновено най-голямата стая в къщата, където семейството прекарва по-голямата част от свободното си време. Служи за четене, гледане на телевизия, разговори, игра на карти или посрещане на гости. Традиционно основните мебели в хола са диван, фотьойли, табуретки, столове, ниска масичка за кафе и библиотека (или секция). В някои всекидневни има и камина. Подовата настилка се избира такава, че да се поддържа и чисти лесно – плочки, ламиниран под, дюшеме или паркет. Поради сравнително големите размери на помещението за стените се избират големи картини. За предпочитане са неутралните цветове на стените и мебелите, макар че всичко това зависи от индивидуалния вкус и стил на собствениците. За украса могат да се ползват различни вази, статуетки или други семейни реликви.
В селските или възрожденските къщи от миналото, традиционните мебели в тази стая са вградените. Обзавеждането се състои от чипровски килими на пода, миндери, софи и долапи (вградени шкафове). Други типично български елементи са китениците, тъканите черги, губерите и халищата, които могат да се поставят както на земята, така и върху миндерите.
В отделни случаи кухнята, дневната и трапезарията са оформени като отделни функционални възели на това помещение. В някои страни по света освен всекидневна, съществува и друга, наречена фамилна стая, която има почти същите функции, но е преди всичко за употреба от семейството, докато дневната е за посрещане на гости.

### Кухня и трапезария
Кухнята е може би най-важното помещение в един дом. Тя предствлява стая или част от стая, в която основната дейност е приготвенето и консумирането на храна. Ако кухнята е достатъчно голяма, може да служи и за посрещане на гости и развлечение. Съвременните кухни са оборудвани с хладилник, печка с фурна, микровълнова фурна, машина за миене на съдове, умивалник с топла и студена вода, както и различни прибори и електрически уреди.
Кухнята може да е отделно помещение, а може и да е свързана с трапезарията или дневната. Подовата настилка е или балатум или плочки, които лесно се мият. За предпочитане са плочките, защото балатумът може да се запали. От друга страна плочките са чупливи и могат да бъдат повредени при изпускане на тежък предмет. Напоследък се практикува и ламинирано покритие. В кухнята има шкафове почти от пода до тавана, в които се съхраняват чинии, чаши, тенджери, тигани, прибори за хранене, ножове, отварачки и други. За предпочитане е стените също да са облицовани с плочки или мрамор за лесно почистване. Някои кухни са без прозорци, затова трябва да са добре осветени. Ако кухнята е достатъчно голяма и при липса на помещение за трапезария, в нея може да се поставят маса и столове за хранене.
Трапезарията е стая, или част от стая предназначена единствено за хранене. В нея има голяма маса със столове и нисък полилей за добро осветление. Върху масата се поставя покривка, в средата цветя, а в отделни случаи и свещници. В богатите къщи на аристокрацията в миналото сервирането на храната се извършва от прислуга.

### Спалня
Спалнята е най-неприкосновената част на къщата, която осигурява уединение, интимност, спокойствие и тишина на даден индивид или двойка. Предназначението на спалното помещение е преди всичко за спане, отдих и интимни отношения.
Повечето къщи имат поне две спални, едната за родителите и другата за децата. Ако децата са от различен пол, всяко от тях има отделна стая. Спалнята е обзаведена с поне едно легло (наречено още креват или футон, като последният е разпространен преди всичко в Япония), едно или две нощни шкафчета, понякога и гардероб. Други предмети или мебели, които може да се намерят в спалното помещение са нощни лампи, телевизор, телефон, будилник, огледало в цял ръст, тоалетка и компютър. В по-големите спални помещения може да се постави и диван. Предпочитаната подова настилка е мокетът, защото осигурява тишина, комфорт, уют, топлина и мекота, като по него може да се ходи безшумно с боси крака дори през зимата. Възможно е обаче да се постави и паркет с голям мек персийски килим отгоре. Възможни са и други настилки, в зависимост от модата и финансовите възможности – като например керамични плочки, а понякога дори цимент.
В миналото в спалните в България основните предмети са били дървено легло, стол, закачалка, малка маса с леген и кана за миене на лицето, печка, икона и кръст с кандило на стената. Върху леглото се поставят чисти бели чаршафи, след това се постила с одеяло или друга завивка, най-често разноцветни родопски одеяла и възглавници. Не е рядкост да се слагат и черги върху леглото. На стената се слагат картини или снимки. В българските възрожденски къщи не са рядкост и таваните с дърворезба.

### Баня
Банята е помещение, малка стая в апартамент или къща, предназачено за извършване на операции по хигиенизиране на тялото на човек. Тя е оборудвана със съоръжения за измиване на тялото с вода или пара в зависимост от спецификите и културата на различните народи. Банята обикновено е най-малката стая в къщата. Състои се от умивалник, тоалетна, вана или душ и шкафове на стената. Някои бани имат прозорец, но много от тях нямат такъв. Подът и стените най-често са облицовани с фаянсови плочки. Други материали, които се използват са керамика, стъкло и гладка пластмаса. Всички те трябва да са устойчиви и да не корозират от големи количества топла и студена вода и в същото време да се почистват лесно. Много къщи имат повече от една баня.

### Изба
Изба (наричана още мазе, маза, сейвана и други) е подземно помещение в къща (също и в жилищен блок), където се съхранява зимнина – компоти, консерви, алкохол като вино, ракия и други. В избата могат да се намерят и други предмети – инструменти от бита. Избата обикновено е прохладно и сухо помещение.

### Таван
Таван, таванска стая, таванско помещение или още мансарда се нарича пространството между тавана на най-горния етаж на къщата и покрива. Тази стая най-често е със скосен покрив, а понякога и с други причудливи форми и чупки, а прозорците са тип капандури или тип табакери. До тях като правило се стига с помощта на стръмни и тесни стълби и като цяло ги прави труднодостъпни. Този архитектурен стил става популярен във Франция благодарение на архитекта Франсоа Мансар, откъдето и носи името си.
Таванското помещение може да служи за склад на стари, вече неупотребявани вещи, съхранени в ракли и сандъци, но също така и като пространство за живеене. Понякога мансардата се предлага под наем на студенти. Разпространена практика е да служат и за фотоателие или ателие на художник.

### Гараж
Гараж е мястото, където се съхранява лека кола или друго моторно превозно средство като мотоциклет, велосипед, лодка и други. Той може да е част от сградата или да е обособен като самостоятелна постройка. Гаражът се появява когато Хенри Форд прави автомобила масов. Днешните гаражи имат автоматични врати, които се контролират дистанционно. Съществуват гаражи за една, две или повече коли. Под гараж на български в разговорния език също така се разбира сервиз за поправка на коли. Малките гаражи са обикновено 2.5 на 5 метра, а големите поне 3 на 6 метра.

## Видове къщи по света
| Име           | Снимка | Обяснение |
| ------------- | ------ | --- |
| Типи          |        | Типи е конусовидна индианска шатра, използвана от племената от Великите равнини, и (частично) от индианците от други културно-географски области на Северна Америка (Плато, Югозапад). Думата типи на езика лакота (сиу) означава жилище. Появяват се в палеолита. Има триъгълна форма, състои се от пръчки, събрани в единия край, върху които е сложена кожа или друг материал, предпазващ от дъжд и вятър. |
| Юрта          |        | Юртата е вид палатка от кече, използвана от азиатските номадски народи. Юртата се сглобява и разглобява лесно, удобна е за пренасяне, непромокаема е при дъждове и предпазва от есенните вертове. През горещите летни дни във вътрешността ѝ е прохладно. Обикновено е с кръгла форма. |
| Вигвам        |        | Вигвамът е наземно жилище, използвано от някои индиански племена в Северна Америка, предимно от алгонкинското езиково семейство. Вигвамът най-често има куполовидна форма и се състои от скелет, направен от пръти и покривало от дървесна кора. |
| Иглу          |        | Иглуто е жилище с формата на купол, което се издълбава в снега, изградено от блокове сняг и лед. Използва се от ескимосите. Макар температурите навън да падат значително под нулата, температурата вътре се запазва над нулата. |
| Колиба        |        | Колибата е примитивно жилище, изградено от дървени пръти и покрито със слама или шума, най-често с триъгълна форма на входа. Среща се в лозята, нивите или в планините и служи за временен подслон. Високопланинските колиби поради суровия климат може да са изградени от дървени трупи и да имат дървен покрив.                                                                                             |
| Землянка      |        | Землянката е жилище, представляващо изкопана дупка в земята, която служи за временен или постоянен подслон на хора или домашни животни. Това са едни от най-древните видове къщи, познати на археолозите. Землянките понякога се използват и за скривалища, особено по време на война. |
| Палатка/Шатра |        | Палатката е временно жилище, при полеви условия, което бързо се сглобява и разглобява. Намира широко приложение в туризма, алпинизма, армията, а също така при научни експедиции. Палатките може да са само за един човек, но могат да бъдат и значително по-големи. Обикновено са изработени от брезентов или найлонов материал, който не прпуска дъжд.                                                      |
| Палат/Дворец  |        | Дворецът е голяма жилищна сграда, която играе ролята на представителен дом на държавен глава или на друга личност с високо обществено положение. |
| Замък         |        | Замъкът е сграда или комплекс от сгради с укрепителни и отбранителни функции, строена по време на Средновековието в Европа и Близкия изток. Въпреки че съществуват различни мнения за основното му предназначение, в най-разпространения си смисъл се счита за лична, укрепена резиденция на феодал или благородник.                                                                                          |
| Вила/Дача     |        | Вилата е вид стопански имот обикновено в покрайнините на големите градове, ваканционна къща. В повечето случаи тези имоти се състоят от средно голяма къща с прилежащ двор и уредена регулация. |
| Ранчо         |        | Ранчото е вид ферма, разположена на голяма площ с различни видове съоръжения, на територията на която се отглеждат крави и овце за месо или вълна, а също така коне. Ранчата са разположени в селскостопански или извънградски райони. |

## Къщи на животни
Освен хората, много животни също строят жилища, където отглеждат малки, складират храна или просто се прикриват от хищници. Някои животни прекарват цялата зима в жилищата си в летаргичен сън. Други ги използват временно. Трети се настаняват в готови жилища, направени от други животни. Жилищата на мравките например се състоят от много галерии.
| Име      | Снимка | Обяснение |
| -------- | ------ | --- |
| Гнездо   |        | Гнездото е съоръжение, което се строи от различни видове животни и служи като място за сън, снасяне и мътене на яйцата и отглеждане на потомството. Гнезда се строят предимно от птиците, но това съоръжение се прави и от някои видове бозайници, риби, насекоми и влечуги.                                                                                                |
| Бърлога  |        | Бърлогата е естественото жилище на мечката и жилищата на други хищни бозайници като вълци и лисици. Думата има старобългарски произход – „бьрлогъ“ и означава скривалище, леговище. Бърлогата може да представлява специално изкопана в земята дупка, естествено образувана дупка в корените на дърветата, пещера или друго естествено образувано закрито и уединено място. |
| Хралупа  |        | Хралупа е естествено оформила се дупка в ствола на дърво, която служи за дом на някои животни. Най-честата причина за образуване на кухината е изгниването на дървото. В хралупи живеят птици, катерици, плъхове и някои други животни. |
| Мравуняк |        | Мравунякът е подземно жилище на колония от мравки. Надземната част е изградена от пръст, пясък или глина. Подземните камери са предназначени за съхранение на храна, снасяне на яйца и отглеждане на ларвите. |

| Име                                | Снимка | Обяснение |
| ---------------------------------- | ------ | --- |
| Пчелен кошер                       |        | Пчелен кошер се нарича жилището, предоставено от човека на пчелите. Корпусът е предназначен за отглеждане на пилото и за съхраняване на хранителните запаси на пчелното семейство.                           |
| Обор                               |        | Оборът е общо наименование на заградено място със селскостопанска постройка или навес за отглеждане на едър и дребен рогат добитък. Може да включва отделени сектори или помещения с няколко предназначения. |
| Конюшня, Краварник, Кошара, Кочина |        | Това са специфични наименования на видове обори в зависимост от животните в него – краварникът за крави, кочината за свине, кошарата за овце и конюшнята за коне.                                            |
| Курник                             |        | Курник или кокошарник е малка постройка за кокошки. Състои се от дъски и телена мрежа, висока напречна пръчка за спане, както и място за снасяне на яйца.                                                    |